# Kuvaiti kormányzóság

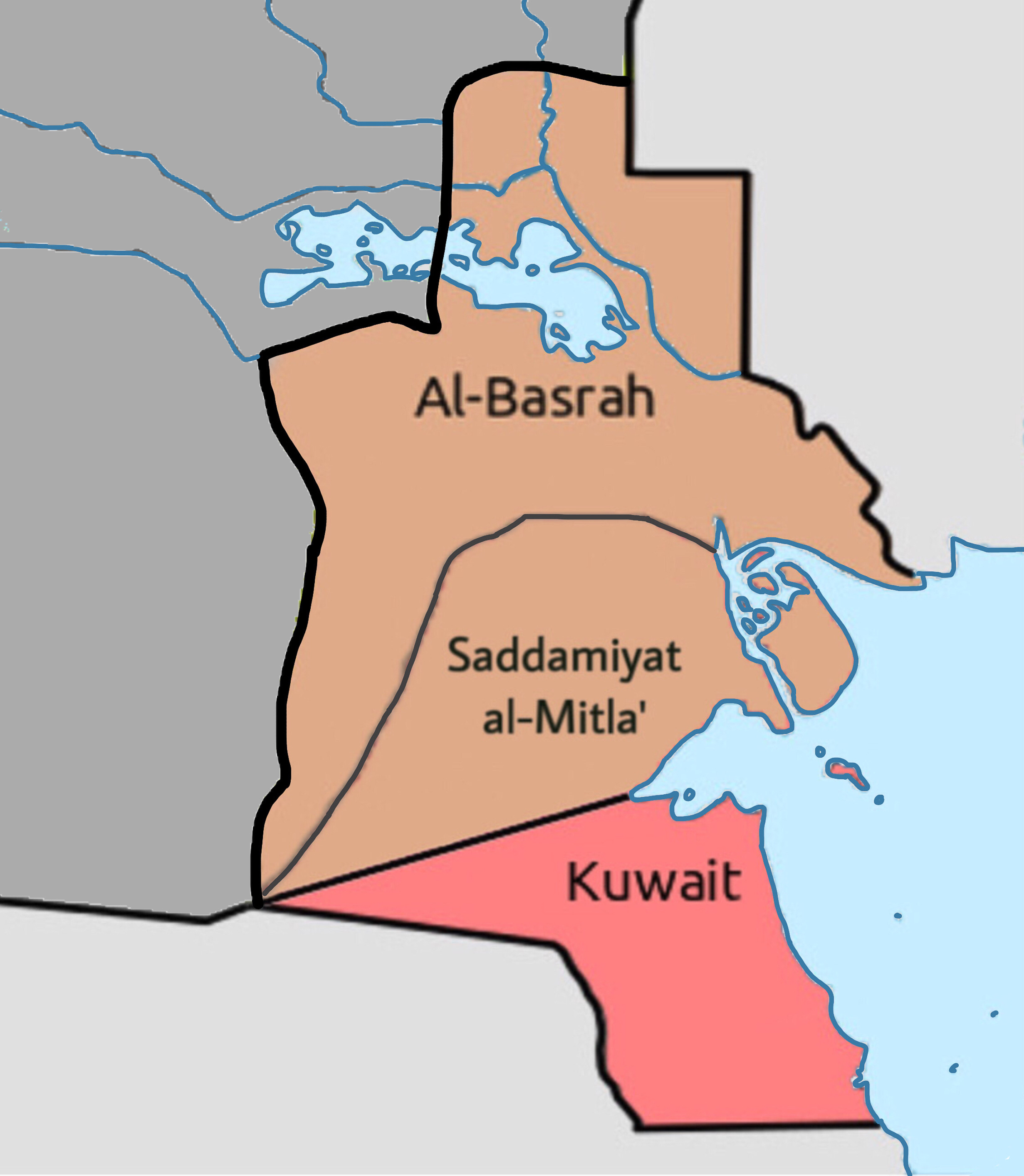
Kuvait az iraki közigazgatásba betagolva

A Kuvaiti kormányzóság (arabul: محافظة الكويت) 1990. augusztus 28-án jött létre a mai Kuvait területén, amely de facto Irak 19. közigazgatási területévé lépett elő és az ország déli részét foglalta magába. Kuvait északi részét, a Szaddamijat al-Mitlá kerületet a bászrai kormányzósághoz csatolták.
1990. augusztus 2-án Szaddám Husszein köztársasági gárdája lerohanta Kuvaitot és bábkormányt nevezett ki az ország élére. Augusztus 7-én bejelentették a Kuvaiti Köztársaság megalakulását, ám ez nem élvezte sem a kuvaiti nép támogatását és nem nyert nemzetközi elismerést sem. Szaddám, aki eddig a kuvaiti megszállást a zsarnok királyi család elleni fellépésre való hivatkozással palástolta, augusztus 8-án történelmi okokra hivatkozva bejelentette Kuvait beolvasztását Irakba, melyet a bábállam kormánya is megerősített.
Augusztus 28-án a köztársaság helyén megalakították a kormányzóságot, ezzel Kuvait önállóságát gyakorlatilag felszámolták. Az új kerület kormányzója Ali Hasszán al-Madzsid lett, akit többek között az iraki–iráni háborúban vegyi fegyverekkel elkövetett háborús és emberiesség elleni bűntettek miatt Vegyi Ali-ként ismert a közvélemény. Helyettese a kuvaiti kollaboráns Alá Husszein Ali al-Hafadzsi al-Dzsáber lett, aki ezt megelőzően a Kuvaiti Köztársaság elnöke volt.
A kormányzóság 1991. február 28-ig állt fenn, amikor az amerikai és koalíciós csapatok az öbölháborúban visszafoglalták Kuvaitot Szaddám erőitől és helyreállították az ország függetlenségét.

## Fordítás
- Ez a szócikk részben vagy egészben  a   Kuwait Governorate című angol Wikipédia-szócikk fordításán alapul.  Az eredeti cikk szerkesztőit annak laptörténete sorolja fel. Ez a jelzés csupán a megfogalmazás eredetét és a szerzői jogokat jelzi, nem szolgál a cikkben szereplő információk forrásmegjelöléseként.